# رستميون
الرستميون أو بنو رستم سلالة حاكمة من أصل فارسي تنتمي إلى مذهب الإباضية حكمت في بلاد المغرب الأوسط بين 776 و909 م، مقرها كان مدينة تاهرت أو تيهرت وهي حاليا مدينة تيارت في الجزائر.
خلال القرن الثامن والتاسع ميلادي حكمت ثلاث سلالات في بلاد المغرب: الأغالبة والأدارسة السنيون بالقيروان وفاس والرستميون الإباضيون بتيهرت. اعترف الإباضية المغاربة بإمامة عبد الرحمن بن رستم (الأبُ المؤسس للسلالة) الذي أسس دولة تيهرت الثيوقراطية المعروفة بتحفظ قادتها وازدهار تجارتها، وتم إسقاطها عام 909 م بعد هدم عاصمتهم تيهرت إثر قيام الدولة الفاطمية.

## المؤسس
يعد عبد الرحمن بن رستم فرخزاد المؤسس الفعلي للدولة الرستمية ويختلف المؤرخون في نسبه، فالبكري وابن حزم يرجعان نسبه إلى سلالة ملوك الأكاسرة الساسانيين الفرس، أما ابن خلدون فيرى بأنه من أبناء رستم قائد الجيش الفارسي المشهور في معركة القادسية. من جهة أخرى، ياقوت الحموي فيرجعه إلى مولى عثمان بن عفان وهو بهرام أحد أبناء كسرى يزدجرد، وتعود صلة عبد الرحمن بن رستم بالمغرب العربي إلى طلائع الفتوحات الإسلامية حسب ما يرى ابن خلدون، فقد ذهب عبد الرحمن إلى إفريقية وهو طفل فترعرع في القيروان، وحسب الشماخي فإن عبد الرحمن بن رستم سافر مع أمه إلى القيروان إثر زواجها من رجل هناك بعد أن توفي زوجها رستم بن بهرام.

## الإقليم
حكمت الدولة الرستمية عدة أجزاء من المغرب الأوسط وإقليم طرابلس ومنطقة الجريد وامتد حكمها حتى قيام الدولة الفاطمية، حيث المناطق التي ينتشر فيها المذهب الإباضي، وامتدادها من جبال تلمسان غربا وانتشار نفوذها إلى إقليم طرابلس وجبل نفوسة شرقا على امتداد 1300 كلم في السهوب وفي واحات جنوب الجزائر، وفي الشمال الغربي كانت حدود الدولة تمتد حتى البحر. نجت منهم مناطق أخرى: منطقة تلمسان تحت حكم أبو قرة، وكذلك جزء من القطاع الوهراني تحت حكم بني سليمان والقطاع القسنطيني على البحر الأبيض المتوسط في جبل بلزمة في القرن التاسع.
وفي منتصف القرن التاسع كانت الدولة الرستمية ذروتها في الجنوب، سيطرت عمليا على الصحراء بأكملها وفي الشمال سيطرت على ساحل البحر الأبيض المتوسط من الطرف الشرقي لبلاد كتامة على الأقل إلى سبتة والجزيرة الخضراء. كان مرسى الخراز (القالة) أحد الموانئ الرئيسة للدولة الرستمية وأحد الترسانات التي بنيت فيها السفن الحربية التي جهزتها تاهرت للحملات العديدة ضد روما. في الغرب، كان هناك العديد من الموانئ وكان لكل مدينة في الداخل موانئ خاصة بها؛ على سبيل المثال الغزة شمال تاهرت، وخاصة مرسى فروخ، حيث كانت حركة المرور مع إسبانيا متطورة للغاية.
وفقًا بعض المؤلفين، فإن أراضي الدولة الرستمية ضمت الحدود الطبيعية للصحراء، لكن ليس لها أراضي على الساحل، وبالتالي لا يوجد بها منفذ إلى البحر. وبحسب عبد القادر جغلول، تتمتع مدينة تاهرت بسهولة الوصول إلى البحر عبر وادي مينا، كما سيطرت الدولة الرستمية على موانئ تنس ومستغانم ووهران التي تتدفق من خلالها التجارة العابرة للصحراء الكبرى وتشكل منفذا بحريا للتجارة الصحراوية.
وأخيراً وبسبب التحالفات بالنسب مع إمارة سجلماسة فقد اعتبر بعض المؤرخين أن هذه الإمارة هي إحدى ولايات الدولة الرستمية. ذكر مؤرخون آخرون من نهاية القرن التاسع عشر وبداية القرن العشرين تقسيمًا متناقضًا للمملكة، بسبب جفاف المناخ في أجزاء السهوب والصحراء.

## التاريخ

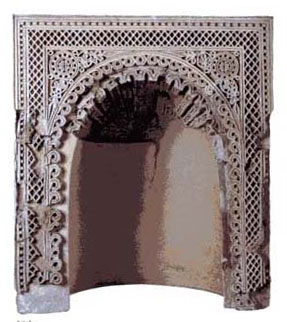
محراب منقوش

تعود بذور الفكر الخارجي في المغرب الإسلامي إلى حدود أواخر الخلافة الأموية وبداية العباسيين حيث كان دعاة وعلماء المذهب يتوجهون للمغرب الإسلامي وينشرون دعوتهم، ويحرضون على الخلافة العباسية، وخلالها انتشرت الثورات ضد الحكم العباسي واستقل بعض من ينتمي لمذهب الصفرية في سجلماسة، وانتشر مذهب آخر وهو الإباضية في جبل نفوسة وبعض مناطق المغرب وخلالها نشأت الدولة الرستمية
نشأت الدولة على يد الأمير عبد الرحمن بن رستم الذي فر من القيروان باتجاه تيهرت في المغرب الأوسط، بعدما طارده الأغالبة العباسيون، حيث توافد عليه مجموعة من العلماء من جميع الأقطار من طرابلس وجبل نفوسة ثم بويع له بالإمامة نظرا لعلمه ومكانته وكان ذلك عن طريق الشورى.
بعد وفاة عبد الرحمن بن رستم ترك الأمر في ستة أشخاص فوقع الاختيار على ابنه عبد الوهاب، هذا الأمر جعل مجموعة من المعارضين للحكم الوراثي الذي لا يرضاه المذهب الإباضي يخرجون على حكم عبد الوهاب وقاد الحركة يزيد بن فندين، وسمي أتباعه بالنكارية، لكن هذه الحركة باءت بالفشل واستتب الأمر لعبد الوهاب الذي بسط نفوذه وسيطرته وعقد تحالفا مع الأمويين في الأندلس ضد الأغالبة العباسيين في إفريقية، واستمر الحكم في سلالة عبد الوهاب فيما بعد، وازدهرت خلالها التجارة في مدينة تيهرت.
بعد قيام الدولة الفاطمية وقضائها على حكم الأغالبة استولت الجيوش الفاطمية على تيهرت ومناطق نفوذ الرستميين وخلع آخر حكام الرستميين وهو يقظان بن محمد سنة 909 م، ففر الإباضيون إلى ورقلة ثم وادي ميزاب حيث استقر بهم المطاف.

## قائمة الأئمة
تضم القائمة أدناه الأئمة الرستميين على حسب تسلسلهم الزمني:
|   | الإمام                             | سنوات الحكم |
| - | ---------------------------------- | ----------- |
| 1 | عبد الرحمن بن رستم                 | 776-784     |
| 2 | عبد الوهاب بن عبد الرحمن           | 784-832     |
| 3 | أفلح بن عبد الوهاب                 | 832-871     |
| 4 | أبو بكر بن الأفلح                  | 871-871     |
| 5 | محمد بن الأفلح                     | 871-894     |
| 6 | يوسف بن محمد الحكم                 | 894-897     |
| 7 | يعقوب بن الأفلح                    | 897-901     |
| 8 | يوسف بن محمد الحكم                 | 901-906     |

سلالة الرستميين بتيهرت

| 9 | يقظان بن محمد أبي اليقظان بن أفلح. | 906-909     |

## وصلات داخلية وخارجية
- أخبار الأئمة الرستميين لابن الصغير
- كتاب السيرة وأخبار الأئمة لأبو زكرياء يحي بن أبي بكر الوارجلان
- الرستميون